# Zsálmány
Zsálmány (szlovákul: Želmanovce) község Szlovákiában, az Eperjesi kerület Felsővízközi járásában.

## Fekvése
Girálttól 8 km-re nyugatra, a Tapoly nyugati oldalán fekszik.

## Története
A település első említése egy 1251-es okiratban fordul elő, amelyet IV. Béla király adott ki halicsi követe, Germanus (Gyármán) részére. (1)  1354-ben I. Lajos király oklevelében említik először, melyben megparancsolja Czudar Péternek, Sáros vármegye ispánjának, hogy adja vissza a komlósi Cselének azokat a falvakat, amiket a király megbízásából elfoglalt. 1371-ben „Salamonfalwa”, 1402-ben „Zalman”, 1427-ben „Salmanfalua” alakban szerepel a korabeli forrásokban. 1427-ben 21 portája adózott. A Bánó, a Bagos, a Kálnássy és más nemes családok birtoka. A 16. századra lakóinak többsége elszegényedett és zsellérsorba süllyedt. 1543-ban a falu a bírón kívül 5, 1567-ben 3, 1588-ban 2 és fél portáig adózott. 1600-ban 7 lakott jobbágyháza volt. 1787-ben 12 házában 135 lakos élt. (2)
A 18. század végén Vályi András így ír róla: „ZALMÁNY. Zalmanovcze. Tót falu Sáros Várm. földes Urai Kükőmezey, és több Urak, lakosai katolikusok, és evangelikusok, fekszik Kapronczához közel, mellynek filiája; határja hegyes, közép termékenységű, réttye, legelője, fája van.”
Több birtokos után a 19. században ismét a Bánóké. 1828-ban 35 háza volt 289 lakossal, akik főként mezőgazdasággal foglalkoztak.
Fényes Elek 1851-ben kiadott geográfiai szótárában így ír a faluról: „Zsalmány, Sáros vm. tót falu, Kaproncza fil. 154 kath., 32 evang., 21 zsidó lak. Hegyes határ. Erdő. F. u. többen. Ut. p. Eperjes.” (3)
1850 és 1880 között sok lakója kivándorolt. 1920 előtt Sáros vármegye Girálti járásához tartozott.
A háború után lakóinak többsége a nagybirtokokon dolgozott, melyeket 1945-ben elvettek korábbi tulajdonosaiktól. Lakói ekkor a környék üzemeiben dolgoztak.

## Népessége
| Év:            | 1994. | 2004.    | 2014.   | 2024.   |
| -------------- | ----- | -------- | ------- | ------- |
| Emberek száma: | 304   | 343      | 337     | 308     |
| Eltérés:       |       | +12,82 % | -1,74 % | -8,60 % |

| Év:            | 2023. | 2024.   |
| -------------- | ----- | ------- |
| Emberek száma: | 310   | 308     |
| Eltérés:       |       | -0,64 % |

1910-ben 144, túlnyomórészt szlovák lakosa volt.
2001-ben 339 szlovák lakosa volt.
2011-ben 333 lakosából 331 szlovák.

## Nevezetességei
- Keresztelő Szent János tiszteletére szentelt római katolikus temploma 1968-ban épült.
- Parkkal övezett kastélya az 1820-as években épült. Az egyszintes épület homlokzatát négy oszlopon nyugvó timpanon képezi.